# Hospital Central de Kamuzu
L'Hospital Central de Kamuzu és un hospital de referència ciutat de Lilongwe, Malawi. Té aproximadament 780 llits, tot i que el nombre real de pacients sempre supera aquest nombre. Atén aproximadament 5 milions de persones, derivades des de cinc hospitals de districte i d'altres parts de Malawi i parts dels països veïns Tanzània, Zàmbia, Moçambic i Zimbabwe.

## Visió general
L'hospital central de Kamuzu és un gran hospital de referència de la regió central de Malawi. El maig de 2020, tenia uns 60 metges i unes 300 infermeres. A partir del 2019, admetia fins a 25.000 nens anualment, una mitjana de 70 diaris.
L'abril de 2012, el difunt Bingu wa Mutharika (24 de febrer de 1934 - 5 d'abril de 2012), el tercer president de Malawi va ser ingressat a l'Hospital Central de Kamuzu on se li va diagnosticar una aturada cardíaca.

## Història
L'hospital va ser construït el 1977 per l'Agència Danesa de Desenvolupament Internacional (DANIDA), amb diners aportats pel govern de Dinamarca. Els problemes polítics van sorgir abans que l'hospital estigués enllestit. Només es va acabar la primera fase. Els departaments que es van deixar fora d'incloure van ser: obstetrícia i ginecologia, inclosa l'atenció prenatal ortopèdia, psiquiatria i la unitat de tuberculosi.
Des de 1977 fins a 2004, l'hospital va ser conegut com a Hospital Central de Lilongwe. El 2004, va canviar de nom al seu nom actual.

## Col·laboracions i associacions
L'Hospital Central de Kamuzu té una associació amb la Universitat de Carolina del Nord. L'objectiu d'aquesta col·laboració és "identificar mètodes innovadors, culturalment acceptables i assequibles per millorar la salut de la població de Malawi, mitjançant la investigació, la creació de capacitats i l'atenció".
L'hospital també rep el suport de Baylor Pediatric AIDS Initiative (BIPAI). El suport addicional va venir de la German Hospital Partnership MAGNET, administrada a través de la Deutsche Gesellschaft für Internationale Zusammenarbeit (GIZ). El finançament va continuar fins al 2015, després d'haver començat el 2008.